# Aleurocybotus graminicolus
Aleurocybotus graminicolus là một loài côn trùng cánh nửa trong họ Aleyrodidae, phân họ Aleyrodinae.
Aleurocybotus graminicolus được Quaintance miêu tả khoa học đầu tiên năm 1899.